# Giuseppe Schirò (duchowny)
Giuseppe Schirò OSBI (alb. Zef Skiro; ur. 1690 w Piana degli Albanesi, zm. 2  lub 3 grudnia 1769 w Rzymie) – włoski duchowny katolicki obrządku bizantyjskiego pochodzenia albańskiego, arcybiskup Durrës, pisarz, działacz religijny i społeczny.

## Życiorys
Giuseppe Schirò urodził się w 1690 r. w miejscowości Piana dei Greci (obecnie Piana degli Albanesi) w rodzinie arboreskiej. W 1707 wstąpił do zakonu bazylianów w Mezzojuso. Studiował łacinę, grekę, teologię i filozofię w Kolegium Greckim. Następnie był przełożonym nowicjatu w Grottaferracie. W latach 1716–1728 kierował misją bazyliańską w rejonie Himarrë, której celem było przyciągnięcie miejscowych prawosławnych do Kościoła katolickiego. Mimo niewielkich efektów misji Giuseppe Schirò zebrał wiele doświadczeń, które pozwoliły na większe sukcesy kolejnych misji katolickich na tym obszarze.
2 lub 22 marca  1736 Giuseppe Schirò został przez papieża Klemensa XII uhonorowany godnością arcybiskupa Durrës, jednak resztę życia spędził w Rzymie, gdzie zmarł.
Giuseppe Schirò pisał w języku greckim i arbaryjskim. Mimo utrudnień ze strony władz tureckich dbał o funkcjonowanie albańskiej szkoły, założonej przez Onufra Konstandiniego w 1660-1661 w Himarze. Działalność oświatowa i literacka Giuseppa Schirò spowodowała, że jest uznawany za jednego z prekursorów piśmiennictwa albańskiego .
Abp Giuseppe Schirò był konsekratorem m.in. Jasona Junosza Smogorzewskiego .